# Jaouen Hadjam
Jaouen Hadjam (Párizs, 2003. március 26. –) francia korosztályos válogatott labdarúgó, a Nantes hátvédje.

## Pályafutása

### Klubcsapatokban
Hadjam Franciaország fővárosában, Párizsban született. Az ifjúsági pályafutását a Champagne 95, az Alfortville, a PSG és Créteil csapatában kezdte, majd a 2018-ban a Paris akadémiájánál folytatta.
2020-ban mutatkozott be a Paris másodosztályban szereplő felnőtt keretében. 2023. január 17-én 4½ éves szerződést kötött az első osztályban érdekelt Nantes együttesével. Először a 2023. január 29-ei, Clermont Foot ellen 0–0-ás döntetlennel zárult mérkőzésen lépett pályára.

### A válogatottban
Hadjam az U17-es, az U19-es és az U20-as korosztályú válogatottban is képviselte Franciaországot.

## Statisztikák
2023. február 12. szerint
| Klub     | Szezon   | Osztály  | Bajnokság | Bajnokság | Kupa  | Kupa | Nemzetközi | Nemzetközi | Összesen | Összesen |
| Klub     | Szezon   | Osztály  | Meccs     | Gól       | Meccs | Gól  | Meccs      | Gól        | Meccs    | Gól      |
| -------- | -------- | -------- | --------- | --------- | ----- | ---- | ---------- | ---------- | -------- | -------- |
| Paris    | 2020–21  | Ligue 2  | 6         | 0         | 1     | 0    | —          | —          | 7        | 0        |
| Paris    | 2021–22  | Ligue 2  | 23        | 0         | 1     | 0    | —          | —          | 24       | 0        |
| Paris    | 2022–23  | Ligue 2  | 11        | 0         | 1     | 0    | —          | —          | 12       | 0        |
| Paris    | Összesen | Összesen | 40        | 0         | 3     | 0    | 0          | 0          | 43       | 0        |
| Nantes   | 2022–23  | Ligue 1  | 4         | 0         | 1     | 0    | —          | —          | 5        | 0        |
| Összesen | Összesen | Összesen | 44        | 0         | 4     | 0    | 0          | 0          | 48       | 0        |